# 国际癫痫日

国际癫痫日的标志，由印度尼西亚男青年Mas Gustian设计

国际癫痫日（英語：International Epilepsy Day）是由国际癫痫署和国际抗癫痫联盟设立的节日，定在2月的第二个星期一。第一个国际癫痫日是2015年的2月9日。在国际癫痫日，世界各地的相关组织会举办活动，以促进公众关注癫痫。国际癫痫日的目标包括：促进国际和政府层面以及公众对癫痫病的关注，通过全球性活动联合各地组织加强抗击癫痫运动，为各地抗癫痫组织提供募捐机会等。

## 類似節日
在此之前，这两家机构于2011年设立了欧洲癫痫日（European Epilepsy Day），日期也是2月的第二个星期一。这个日期靠近2月14日情人节（即圣瓦伦丁节）；2011年第一个欧洲癫痫日恰好与情人节重叠。在基督教文化中，圣瓦伦丁不仅仅是爱情和婚姻的守护者也是癫痫的守护者；在欧洲，癫痫病还一度被称为圣瓦伦丁病。时至今天，在意大利帕多瓦省蒙塞利切的一个小教堂，圣乔治堂，每年2月14日都会举行一个特别仪式，儿童们会得到一个小的金钥匙来避开癫痫。

## 錯誤報道
中国大陆媒体多次报道“情人节也是国际癫痫日”的消息。这些报道声称：2002年国际癫痫署、国际抗癫痫联盟和世界卫生组织共同发起了“全球抗癫痫运动”，以纪念意大利知名癫痫病治疗专家Valentine；由于Valentine与情人节Valentine's Day重名，三家组织便将每年的2月14日定为“世界癫痫日”，与情人节是同一个日子。所谓“意大利知名癫痫病治疗专家Valentine”可能是对圣瓦伦丁为癫痫病守护者的误解。而且，国际癫痫署、国际抗癫痫联盟和世界卫生组织发起的“全球抗癫痫运动”（Global Campaign Against Epilepsy）始于1997年而非2002年，此活动也没有设立“国际癫痫日”（或者“世界癫痫日”）。国际癫痫署和国际抗癫痫联盟在2015年才发起了第一个“国际癫痫日”，时间定在2月的第二个星期一。